# Krones
Krones AG er en tysk producent af maskiner til emballering og påfyldning. Produktsortimentet omfatter produktlinjer til påfyldning af drikkevarer på flaske, plastik eller dåse. Virksomheden har hovedkvarter i Neutraubling og blev etableret i 1951.